# Pierpoint (Kalifornija)
Pierpoint je naseljeno područje za statističke svrhe u američkoj saveznoj državi Kalifornija. Prema popisu stanovništva iz 2010. u njemu je živjelo 52 stanovnika.